# Annie Furuhjelm

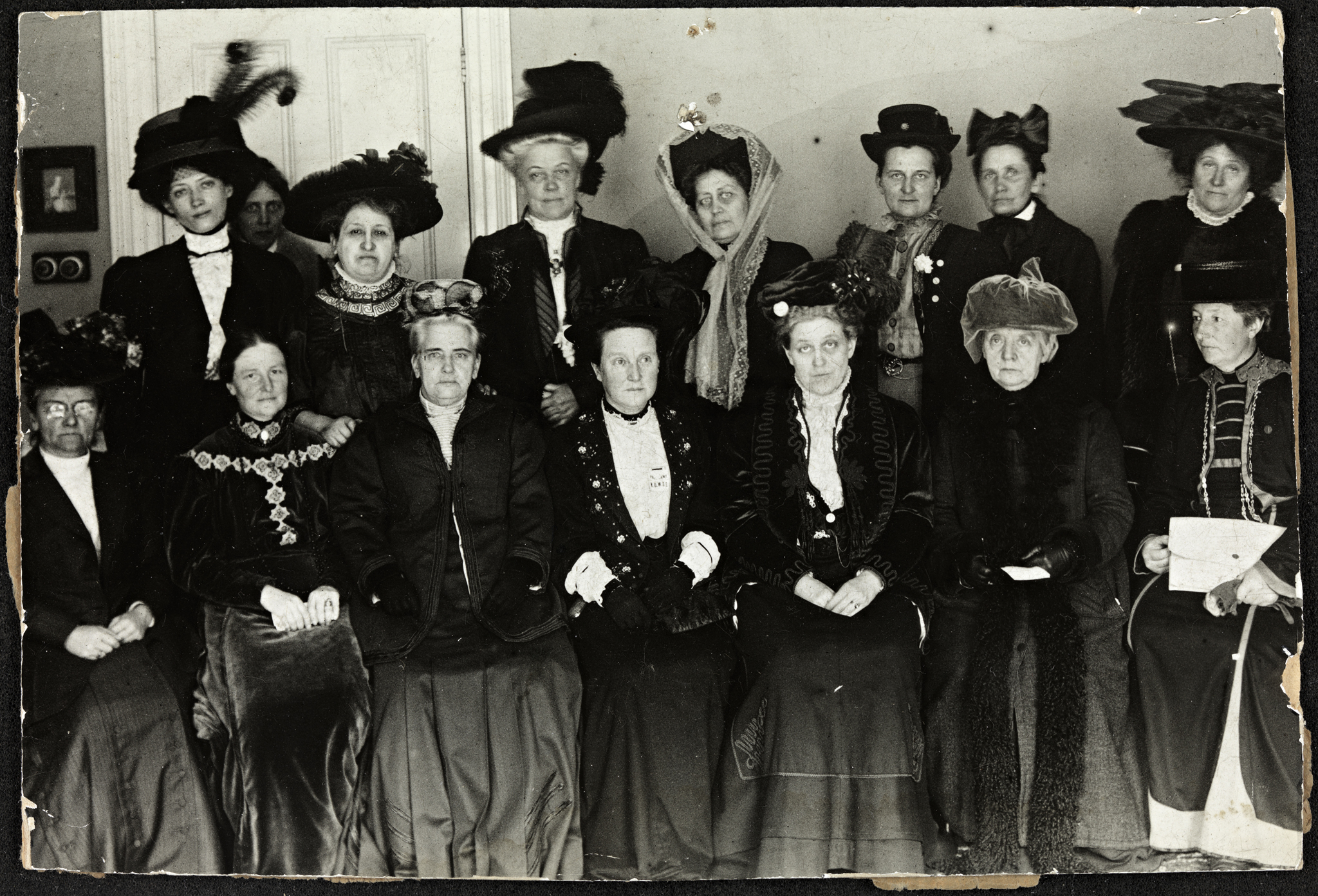
A Női Választójogi Kongresszus Millicent Fawcett elnöklésével; London, 1909. Felső sor balról: Thora Dangaard (Dánia), Louise Qvam (Norvégia), Aletta Jacobs (Netherlands), Annie Furuhjelm (Finnország), Madame Mirowitch (Oroszország), Käthe Schirmacher (Németország), Madame Honneger (ismeretlen). Alsó sor balról: ismeretlen, Anna Bugge (Svédország), Anna Howard Shaw (USA), Millicent Fawcett (a társaság elnöke; Anglia), Carrie Chapman Catt (USA), F. M. Qvam (Norvégia), Anita Augspurg (Németország).

Annie Fredrika Furuhjelm (Sitka, 1859. december 11. – Hyvinkää, 1937. július 17.) finn újságíró, feminista és írónő. 1913-tól 1924-ig, majd 1927-től 1929-ig képviselte a Finnországi Svédek Pártját a Finn Parlamentben. Ő az első nő Európában, aki a Nemzetközi Női Választójogi Szövetség (NNVSZ) képviseletében szolgált, és az első választott női törvényhozó, aki felszólalt a Brit Parlament előtt. A nemzet szolgálatáért Finnország Fehér Rózsájának díjazottja lett.

## Kezdeti évek
Annie Fredrika Furuhjelm 1859. december 11-én született a Baranof-szigeti Sitka település Rekoor Kastélyában, alaszkai orosz gyarmatvidéken. Apja, Johan Hampus Furuhjelm Alaszka utolsó előtti orosz kormányzója, anyja, Anna von Schoultz a svéd-finn kalandor, Nils Gustav von Schoultz lánya. Amikor az Egyesült Államok megszerezte Alaszka területeit, a család elhagyta az országot és 1867-ben hat évre Nikolayevsk-on-Amur-ba települtek, mielőtt visszatértek volna Helsinkibe.1870-ben tanulni Drezdába küldték, majd 1872-től újra Helsinkiben élt családjával. Furuhjelm nagyon magasan képzett és rendkívüli nyelvi tehetséggel megáldott személyisége a finn irodalmi és politikai életnek: folyékonyan beszélt angolul, németül, franciául, olaszul, oroszul és svédül. 1876-ban befejezte tanulmányait a leánygimnáziumban, majd felsőfokú képzésben is részesült.

## Pályája
Miután 1887-ben tanulmányait elvégezte, Furuhjelm családi birtokukon élt és iskolát alapított. A helyi közösségben évekig ápolónőként tevékenykedett, de belefáradt az elszigetelt életmódba, ami a foglalkozással járt, és 1890-ben az újságírói pályára lépett. Megalapította az Új Áramlat (svéd: "Nutid") elnevezésű folyóiratot, ami a finn női szervezetek szócsövévé vált. 1899-ben hasonló gondolkodású nőkkel találkozott, többek között Lucina Hagman-nel, Alli Nissisennel és Sofia Reinnel, hogy támogassák Hagmant a Martha Alapítvány megszervezésében. A Martha (finnül Marttaliitto, svédül Martharörelsen) egy humanitárius egyesület a nők háztartási tevékenységinek rendszerezésére. A finn parlament betiltotta az egyesületet, de a tagok mindig más részvevő otthonában titokban folytatták tevékenységüket. Furuhjelm a szervezet első titkáraként vett részt a mozgalom életében.
1904-ben Furuhjelm részt vett a Nemzetközi Női Tanács ötödik kongresszusán Berlinben és a szervezet segítségét kérte egy finnországi választójogi egyesület létrehozásához. A segítséget megtagadták arra hivatkozva, hogy Finnország továbbra is az Orosz Birodalom fennhatósága alatt áll, de Carrie Chapman Catt, az egyesület vezetője biztosította Furuhjelmet, hogy a Nemzetközi Női Választójogi Szövetség támogatna egy finn választójogi mozgalmat. Furuhjelm így bizakodva tért vissza a konferenciáról, és megrendezett egy másik gyűlést, amin több, mint ezer nő jelent meg. A következő évben megalapította a Női Választójog Bizottságát. Az 1905-ben lezajlott általános sztrájkot követően Finnország visszanyerte autonómiáját Oroszországgal szemben, ami 1899 óta de facto megállapodás alatt állt. 1906-ban általános választójogot garantáltak minden finn állampolgárnak. Amikor Finnország választási mozgalma egyesülhetett a Nemzetközi Női Választójogi Szövetséggel 1906-ban, Furuhjelm lett a szervezet első választott képviselője Európában. 1909 és 1920 között az NNVSZ testületi tagja és Finnország bebocsáttatásával részt vett a szervezet kongresszusain 1906-tól 1929-ig. Ő volt a főszónoka az NNVSZ 1906-os koppenhágai konferenciának, ahol beszédét álló ovációval méltatták.
A Finnországi Svéd Nők Egyesülete 1907-ben alakult meg, és elnökségi posztjára Furuhjelmet jelölték. A pozíciót egész életére megtarthatta. Visszatérő szónoka a nemzetközi választójogi találkozóknak, közreműködött a Jus Suffragii, az NNVSZ hivatalos naplójának elkészítésében, és Catt közeli barátja és társa lett. 1913-ban Furuhjelmet beválasztották a Finn Parlamentbe az első huszonegy női jelölt egyikeként. A következő évben elkísérte Cattet a Brit Parlamentben tartott beszéde során Londonba; ez volt az első alkalom, hogy egy választott női törvényhozó szólalt fel a Parlamentben. 1917-ben részt vett a Törvényhozó Bizottságban, ami rövid időre visszaállította a Finn Monarchiát és kiadta a Finn Függetlenségi Nyilatkozatot, ami végül a Finn Köztársaság megalakulásához vezetett. 1919-ben az Astra című folyóirat szerkesztőjeként kezdett munkába és ezt a tevékenységét 1927-ig folytatta. Szerepet vállalt a törvényhozás testületében egészen 1924-ig, amikor is megbuktatták (annak ellenére, hogy kampányt indított az alkoholtilalom megszüntetéséért). 1927-ben újraválasztották a Finnországi Svédek Pártjának képviselőjévé. 1929-ben visszavonult a politikai élettől, és Finnország Fehér Rózsájának díjazottja lett.
Utolsó éveiben idejét a nőjogi szervezeteknek szentelte. Továbbra is fenntartotta az elvét, amely szerint az alkoholtilalom csak arra szolgál, hogy felvirágozzon a csempészkereskedelem és a bűnözés, és nem arra, hogy ténylegesen visszaszorítsa az alkoholfogyasztást. Ezen kívül két kötetnyi memoárt is megjelentetett nem sokkal 1937-ben bekövetkezett halála előtt.

## Művei
- Kvinnorna och lantdagsvalen ("A nők és a választások"; 1910)
- Människor och öden ("Ember és sors", 1932)
- Den stigande oron ("Növekvő zűrzavar",1935)
- Gryning ("Hajnal", 1939; posztumusz kiadás)

## Fordítás
- Ez a szócikk részben vagy egészben  az   Annie Furuhjelm című angol Wikipédia-szócikk ezen változatának fordításán alapul.  Az eredeti cikk szerkesztőit annak laptörténete sorolja fel. Ez a jelzés csupán a megfogalmazás eredetét és a szerzői jogokat jelzi, nem szolgál a cikkben szereplő információk forrásmegjelöléseként.